# Ischyja ebusa
Ischyja ebusa är en fjärilsart som beskrevs av Swinhoe 1902. Ischyja ebusa ingår i släktet Ischyja och familjen nattflyn. Inga underarter finns listade i Catalogue of Life.